# هارون سيمبسون (رجل أعمال)
هارون سيمبسون (بالإنجليزية: Aaron Simpson)‏ هو منتج أفلام وشخصية أعمال بريطاني، ولد في 6 يناير 1972 في لي أون سي ‏ في المملكة المتحدة.